# ARV1
ARV1 ‏ (ARV1 homolog) هوَ بروتين يُشَفر بواسطة جين ARV1 في الإنسان.